# Cylindroiulus algerinus
Cylindroiulus algerinus är en mångfotingart som först beskrevs av Henri W. Brölemann 1898.  Cylindroiulus algerinus ingår i släktet Cylindroiulus och familjen kejsardubbelfotingar. Inga underarter finns listade i Catalogue of Life.